# کفتار (مجموعه تلویزیونی)
کفتار (انگلیسی: Hyena؛ کره‌ای: 하이에나) یک مجموعه تلویزیونی محصول کره جنوبی با بازی کیم هه سو و جو جی هون است. این مجموعه از ۲۱ فوریه تا ۱ آوریل ۲۰۲۰ از اس‌بی‌اس برای ۱۶ قسمت پخش شد.

## بازیگران

### اصلی
- کیم هه سو در نقش جونگ گوم جا
- جو جی هون در نقش یون هی جه

## جوایز و نامزدی‌ها
| سال  | مراسم جوایز                          | دسته‌بندی                     | گیرنده                | نتیجه    | منابع |
| ---- | ------------------------------------ | ---------------------------- | --------------------- | -------- | ----- |
| ۲۰۲۰ | پنجاه و ششمین دوره جوایز هنری بکسانگ | بهترین درام                  | کفتار                 | نامزدشده | [ ۲ ] |
| ۲۰۲۰ | پنجاه و ششمین دوره جوایز هنری بکسانگ | بهترین بازیگر نقش اول مرد    | جو جی هون             | نامزدشده | [ ۲ ] |
| ۲۰۲۰ | پنجاه و ششمین دوره جوایز هنری بکسانگ | بهترین بازیگر نقش اول زن     | کیم هه سو             | نامزدشده | [ ۲ ] |
| ۲۰۲۰ | پنجاه و ششمین دوره جوایز هنری بکسانگ | بهترین بازیگر نقش مکمل مرد   | جون سوک هو            | نامزدشده | [ ۲ ] |
| ۲۰۲۰ | پنجاه و ششمین دوره جوایز هنری بکسانگ | بهترین فیلمنامه‌نویس          | کیم رو ری             | نامزدشده | [ ۲ ] |
| ۲۰۲۰ | دومین جوایز محتوای آسیایی            | بهترین درام آسیایی           | کفتار                 | نامزدشده |       |
| ۲۰۲۰ | دومین جوایز محتوای آسیایی            | بهترین بازیگر زن             | کیم هه سو             | نامزدشده |       |
| ۲۰۲۰ | دومین جوایز محتوای آسیایی            | جایزه بازیگر برتر            | کیم هه سو             | برنده    |       |
| ۲۰۲۰ | جوایز درامای اس‌بی‌اس                  | جایزه بزرگ (دسانگ)           | کیم هه سو             | نامزدشده | [ ۳ ] |
| ۲۰۲۰ | جوایز درامای اس‌بی‌اس                  | جایزه بزرگ (دسانگ)           | جو جی هون             | نامزدشده | [ ۳ ] |
| ۲۰۲۰ | جوایز درامای اس‌بی‌اس                  | بهتدین بازیگر مرد در یک درام | جو جی هون             | برنده    | [ ۳ ] |
| ۲۰۲۰ | جوایز درامای اس‌بی‌اس                  | بهترین بازیگر زن در یک درام  | کیم هه سو             | نامزدشده | [ ۳ ] |
| ۲۰۲۰ | جوایز درامای اس‌بی‌اس                  | بهترین بازیگر نقش مکمل زن    | اوه کیونگ هوا         | نامزدشده | [ ۳ ] |
| ۲۰۲۰ | جوایز درامای اس‌بی‌اس                  | بهترین تیم مکمل              | کفتار                 | نامزدشده | [ ۳ ] |
| ۲۰۲۰ | جوایز درامای اس‌بی‌اس                  | جایزه بهترین زوج             | کیم هه سو و جو جی هون | نامزدشده | [ ۳ ] |